# عمليات لبيك يا رسول الله
حملة صلاح الدين أو عمليات لبيك يارسول الله هو نزاع مسلح في محافظة صلاح الدين الواقعة في شمال وسط العراق ويشارك به فصائل مختلفة (سواء داخلية أو خارجية) ويقاتلون ضد عدو مشترك واحد، وهو تنظيم الدولة الإسلامية (داعش). خرجت المحافظة عن سيطرة الحكومة العراقية أثناء هجوم شمالي العراق (حزيران يونيو 2014) الذي شنه داعش عندما تمكن التنظيم المسلح من الاستيلاء على مساحات شاسعة من شمال البلاد بينما تفكك الجيش العراقي سريعاً في طريق تقدمه. وفي ضوء المكاسب الكاسحة التي حققها المسلحين، حاول رئيس الوزراء العراقي آنذاك، نوري المالكي إعلان حالة الطوارئ على الرغم من حرمانه من ذلك بواسطة البرلمان العراقي.
وسقطت مدن بيجي وتكريت (مكان ميلاد ومعقل صدام حسين) في أيدي داعش حتى أن التنظيم استطاع الوصول إلى مدينة سامراء نفسها ولكنه لم يتمكن من انتزاع السيطرة عليها بسبب المقاومة التي واجهها من جانب قوات الأمن العراقية بالاشتراك مع القوات الشيعية شبه العسكرية. وتدخلت كل من الولايات المتحدة وإيران من أجل وقف تمدد داعش ونجحتا نسبياً في كسر حصار آمرلي حيث لعب كلا الطرفين دوراً هاماً (غير أنهما لم يتعاونا ولا يزالان لا يتعاونا رسمياً أو ينسقان جهودهما مع الآخر). على الرغم من أن داعش وطد في معركة تكريت الأولى سيطرته على المدينة وتصدى لأي محاولة لاستعادتها من قبل قوات الأمن العراقية والوحدات العسكرية.
وبعد أشهر من المناورات التحضيرية وجمع المعلومات الاستخبارية، بدأت قوة مكونة من 23,000 مقاتل متحالف بينهم قوات الأمن العراقية، وقوات شيعية خاصة ومسلحو قبائل سنية هجوماً في بداية آذار مارس لتطويق داعش وإيقاع مقاتليه في تكريت وضواحيها ضمن معركة تكريت الثانية. لاقت العملية نجاحاً حاسماً، حيث تم تطويق جميع مسلحي داعش وتم بعد ذلك قتلهم أو أسرهم في تكريت.

## انظر أيضًأ
- حملة الأنبار (2013–14)
- سقوط الموصل
- عملية عاشوراء
- هجوم الأنبار (2015–الآن)
- قائمة الحروب والمعارك التي تشمل داعش